# Adrien Rabiot
Adrien Rabiot (n. 3 aprilie 1995, Saint-Maurice, Île-de-France, Franța) este un fotbalist francez, care joacă pe post de mijlocaș la Marseille în Ligue 1. Pe plan internațional, are prezențe la națională pentru Franța U16⁠(d), Franța U17⁠(d), Franța U18⁠(d), Franța U19⁠(d), Franța U20⁠(d), Franța U21⁠(d) și Franța.
Rabiot și-a început cariera la Paris Saint Germain, unde a jucat pentru mai multe sezoane. În vara anului 2019 a fost cumpărat de echipa de fotbal italiană Juventus Torino.

## Legături externe
- Materiale media legate de Adrien Rabiot la Wikimedia Commons
- PSG official profile Arhivat în 18 decembrie 2015, la Wayback Machine. fr
- Adrien Rabiot pe site-ul National-Football-Teams.com
- Adrien Rabiot – pe site-ul UEFA